# Sportclub Verl von 1924 2022-2023
Questa voce raccoglie le informazioni riguardanti lo Sportclub Verl von 1924 nelle competizioni ufficiali della stagione 2022-2023.

## Stagione
Nella stagione 2022-2023 il Verl, allenato da Michél Kniat, concluse il campionato di 3. Liga al 10º posto.

## Rosa
| N. |                        | Ruolo | Calciatore           |
| -- | ---------------------- | ----- | -------------------- |
| 1  | Germania (bandiera)    | P     | Niclas Thiede        |
| 3  | Germania (bandiera)    | D     | Cottrell Ezekwem     |
| 4  | Germania (bandiera)    | D     | Daniel Mikic         |
| 5  | Germania (bandiera)    | C     | Tom Baack            |
| 6  | Germania (bandiera)    | D     | Barne Pernot         |
| 7  | Germania (bandiera)    | A     | Maximilian Wolfram   |
| 9  | Germania (bandiera)    | A     | Eduard Probst        |
| 10 | Germania (bandiera)    | A     | Joel Grodowski       |
| 11 | Germania (bandiera)    | D     | Nico Ochojski        |
| 13 | Ucraina (bandiera)     | A     | Illia Poliakov       |
| 14 | Paesi Bassi (bandiera) | A     | Stijn Meijer         |
| 15 | Germania (bandiera)    | C     | Patrick Kammerbauer  |
| 16 | Germania (bandiera)    | D     | Torge Paetow         |
| 17 | Germania (bandiera)    | A     | Oliver Batista-Meier |
| 20 | Germania (bandiera)    | D     | Luca Stellwagen      |

| N. |                        | Ruolo | Calciatore       |
| -- | ---------------------- | ----- | ---------------- |
| 21 | Germania (bandiera)    | D     | Tobias Knost     |
| 23 | Germania (bandiera)    | D     | Jesse Tugbenyo   |
| 24 | Germania (bandiera)    | D     | Michel Stöcker   |
| 25 | Croazia (bandiera)     | C     | Vinko Šapina     |
| 26 | Germania (bandiera)    | A     | Nikos Zografakis |
| 27 | Stati Uniti (bandiera) | C     | Maël Corboz      |
| 28 | Germania (bandiera)    | A     | Yari Otto        |
| 29 | Germania (bandiera)    | C     | Joscha Wosz      |
| 30 | Germania (bandiera)    | C     | Nicolás Sessa    |
| 31 | Germania (bandiera)    | A     | Mateo Biondic    |
| 32 | Germania (bandiera)    | P     | Fabian Pekruhl   |
| 33 | Germania (bandiera)    | C     | Iker Kohl        |
| 38 | Germania (bandiera)    | P     | Tim Wiesner      |
| 40 | Germania (bandiera)    | P     | Leon Nübel       |

## Organigramma societario
Area tecnica
- Allenatore: Michél Kniat
- Allenatore in seconda: Daniel Jara, Sergej Schmik
- Preparatore dei portieri: Fynn Müller
- Preparatori atletici:

## Calciomercato

### Sessione estiva
| Acquisti | Acquisti           | Acquisti               | Acquisti |
| R.       | Nome               | da                     | Modalità |
| -------- | ------------------ | ---------------------- | -------- |
| A        | Yari Otto          | Eintracht Braunschweig |          |
| C        | Joscha Wosz        | RB Lipsia              |          |
| C        | Nicolás Sessa      | Kaiserslautern         |          |
| D        | Michel Stöcker     | Holstein Kiel II       |          |
| A        | Nikos Zografakis   | Energie Cottbus        |          |
| D        | Nick Otto          | Jeddeloh II            |          |
| P        | Tim Wiesner        | Osnabrück              |          |
| A        | Mateo Biondic      | Paderborn II           |          |
| C        | Leon Bürger        | Carl Zeiss Jena        |          |
| A        | Koray Dağ          | Paderborn II           |          |
| A        | Maximilian Franke  | Sportfreunde Lotte     |          |
| C        | Dominik Klann      | Preußen Münster        |          |
| D        | Tobias Knost       | Magdeburgo             |          |
| C        | Iker Kohl          | Verl U19               |          |
| P        | Leon Nübel         | Bochum U19             |          |
| D        | Torge Paetow       | Weiche Flensburgo      |          |
| A        | Eduard Probst      | Westfalia Rhynern      |          |
| A        | Presley Pululu     | Paderborn II           |          |
| C        | Oliver Schmitt     | Colonia II             |          |
| D        | Jesse Tugbenyo     | Paderborn              |          |
| A        | Wladimir Wagner    | Paderborn II           |          |
| A        | Maximilian Wolfram | Carl Zeiss Jena        |          |

| Cessioni | Cessioni            | Cessioni             | Cessioni |
| R.       | Nome                | a                    | Modalità |
| -------- | ------------------- | -------------------- | -------- |
| A        | Maximilian Franke   | BFC Dynamo           |          |
| A        | Serhat Koruk        | Straelen             |          |
| C        | Oliver Schmitt      | Hessen Kassel        |          |
| A        | Pascal Steinwender  | Teutonia Ottensen    |          |
| D        | Tom Baack           | Jahn Ratisbona       |          |
| A        | Ron Berlinski       | Rot-Weiss Essen      |          |
| P        | Robin Brüseke       | Rot Weiss Ahlen      |          |
| D        | Christopher Lannert | Monaco 1860          |          |
| C        | Emanuel Mirchev     | Teutonia Ottensen    |          |
| A        | Lukas Petkov        | Augusta              |          |
| A        | Leandro Putaro      | Osnabrück            |          |
| A        | Kasim Rabihic       | Saarbrücken          |          |
| A        | Patrick Schikowski  | Velbert              |          |
| C        | Julian Schwermann   | Alemannia Aquisgrana |          |

### Sessione invernale
| Acquisti | Acquisti             | Acquisti      | Acquisti |
| R.       | Nome                 | da            | Modalità |
| -------- | -------------------- | ------------- | -------- |
| A        | Stijn Meijer         | PEC Zwolle    |          |
| A        | Oliver Batista-Meier | Dinamo Dresda |          |

| Cessioni | Cessioni        | Cessioni             | Cessioni |
| R.       | Nome            | a                    | Modalità |
| -------- | --------------- | -------------------- | -------- |
| D        | Aaron Berzel    | RW Oberhausen        |          |
| C        | Leon Bürger     | Babelsberg           |          |
| D        | Nick Otto       | F. Düsseldorf II     |          |
| A        | Koray Dağ       | Paderborn II         |          |
| A        | Presley Pululu  | Hessen Kassel        |          |
| C        | Dominik Klann   | Rot Weiss Ahlen      |          |
| A        | Wladimir Wagner | Lippstadt 08         |          |
| A        | Cyrill Akono    | Borussia Dortmund II |          |

## Risultati

### 3. Liga

#### Girone di andata
| Arbitro: | Benen |

|                     |           |  |
| Grimaldi 90’ (rig.) | Marcatori |  |

| Arbitro: | Greif |

|                       |           |                               |
| Probst 41’ Corboz 90’ | Marcatori | 51’ Russo 90’ (rig.) Rossipal |

| Arbitro: | Heft |

|                             |           |  |
| Arslan 43’ Kammerknecht 75’ | Marcatori |  |

| Arbitro: | Bickel |

|  |           |                 |
|  | Marcatori | 90’ Skenderović |

| Arbitro: | Nouhoum |

|           |           |  |
| Brand 33’ | Marcatori |  |

| Arbitro: | Alt |

|                                        |           |  |
| Grodowski 13’ Akono 27’ Stellwagen 90’ | Marcatori |  |

| Arbitro: | Sather |

|                                                                           |           |           |
| Kreuzer 26’ (rig.) Stellwagen 53’ (aut.) Deniz 59’ Nietfeld 67’ Casar 75’ | Marcatori | 79’ Akono |

| Arbitro: | Ballweg |

|                        |           |                   |
| Grodowski 27’ Wosz 87’ | Marcatori | 8’, 31’ Faßbender |

| Arbitro: | Bauer |

|           |           |  |
| Knost 57’ | Marcatori |  |

| Arbitro: | Jürgensen |

|            |           |                      |
| Rochelt 5’ | Marcatori | 61’ Wolfram 68’ Otto |

| Arbitro: | Oldhafer |

|                      |           |                        |
| Corboz 69’ Akono 90’ | Marcatori | 72’ Meißner 85’ Becker |

| Arbitro: | Lechner |

|                  |           |                                     |
| Nollenberger 27’ | Marcatori | 14’ Sessa 67’ Wolfram 81’ Grodowski |

| Arbitro: | Kessel |

|                              |           |                          |
| Corboz 9’ Akono 16’ Otto 70’ | Marcatori | 4’ Stefaniak 82’ Tashchy |

| Arbitro: | Hildenbrand |

|                 |           |  |
| Broschinski 46’ | Marcatori |  |

| Arbitro: | Brombacher |

|                          |           |               |
| Ochojski 34’ Stöcker 78’ | Marcatori | 23’ Doumbouya |

| Arbitro: | Bacher |

|                           |           |          |
| Engelhardt 72’ Traoré 87’ | Marcatori | 42’ Otto |

| Arbitro: | Jürgensen |

|                   |           |                   |
| Šapina 67’ (rig.) | Marcatori | 43’ (aut.) Corboz |

| Arbitro: | Fritz |

|             |           |                   |
| Breunig 90’ | Marcatori | 70’ (rig.) Šapina |

| Arbitro: | Jablonski |

|           |           |                     |
| Sessa 90’ | Marcatori | 82’ (rig.) Bastians |

#### Girone di ritorno
| Arbitro: | Bickel |

|                    |           |  |
| Sessa 21’ Otto 71’ | Marcatori |  |

| Arbitro: | Heft |

|                |           |                   |
| Martinovic 43’ | Marcatori | 12’ Batista-Meier |

| Arbitro: | Nouhoum |

|                           |           |                                     |
| Grodowski 11’ Wolfram 68’ | Marcatori | 29’ Arslan 41’ Borkowski 90’ Lemmer |

| Arbitro: | Kessel |

|  |           |                                   |
|  | Marcatori | 52’ Wolfram 78’ Tugbenyo 90’ Wosz |

| Arbitro: | Hanslbauer |

|                               |           |              |
| Sessa 43’ (rig.) Ochojski 69’ | Marcatori | 49’ Krasniqi |

| Arbitro: | Hildenbrand |

|                    |           |                  |
| Gómez 3’ Voigt 43’ | Marcatori | 90’ (aut.) Frick |

| Arbitro: | Fuchs |

|                        |           |                            |
| Corboz 4’ Ochojski 23’ | Marcatori | 43’ Deniz 54’ Zimmerschied |

| Arbitro: | Speckner |

|            |           |                            |
| Blacha 86’ | Marcatori | 22’ Wolfram 33’, 61’ Sessa |

| Arbitro: | Bickel |

|                                 |           |                            |
| Girth 12’ Hettwer 45’ Bakir 85’ | Marcatori | 28’, 50’ Baack 45’ Wolfram |

| Arbitro: | Wildfeuer |

|            |           |                                   |
| Paetow 73’ | Marcatori | 14’ Fellhauer 90’ (rig.) Jacobsen |

| Arbitro: | Weisbach |

|                           |           |               |
| Meißner 67’ Marseiler 85’ | Marcatori | 40’ Grodowski |

| Arbitro: | Braun |

|                                                 |           |            |
| Stöcker 21’ Grodowski 45’ Meijer 90’ Corboz 90’ | Marcatori | 82’ George |

| Arbitro: | Fuchs |

|                                |           |                           |
| Barylla 50’ Tashchy 82’ (rig.) | Marcatori | 20’, 46’ Sessa 71’ Probst |

| Arbitro: | Hempel |

|                      |           |           |
| Otto 23’ Wolfram 45’ | Marcatori | 51’ Bueno |

| Arbitro: | Eckermann |

|                                              |           |          |
| Bech 6’ (rig.) Civeja 17’ Schmidt 82’ (rig.) | Marcatori | 70’ Otto |

| Arbitro: | Oldhafer |

|  |           |             |
|  | Marcatori | 32’ Niemann |

| Arbitro: | Braun |

|                        |           |            |
| Froese 14’ Prtajin 61’ | Marcatori | 45’ Pernot |

| Arbitro: | Winter |

|             |           |                         |
| Stöcker 59’ | Marcatori | 76’, 78’ (rig.) Breunig |

| Arbitro: | Schultes |

|                        |           |                      |
| Plechaty 18’ Müsel 87’ | Marcatori | 58’ Knost 80’ Paetow |

## Statistiche

### Statistiche di squadra
| Competizione | Punti | In casa | In casa | In casa | In casa | In casa | In casa | In trasferta | In trasferta | In trasferta | In trasferta | In trasferta | In trasferta | Totale | Totale | Totale | Totale | Totale | Totale | DR |
| Competizione | Punti | G       | V       | N       | P       | Gf      | Gs      | G            | V            | N            | P            | Gf           | Gs           | G      | V      | N      | P      | Gf     | Gs     | DR |
| ------------ | ----- | ------- | ------- | ------- | ------- | ------- | ------- | ------------ | ------------ | ------------ | ------------ | ------------ | ------------ | ------ | ------ | ------ | ------ | ------ | ------ | -- |
| 3. Liga      | 49    | 19      | 8       | 6       | 5       | 33      | 25      | 19           | 5            | 4            | 10           | 27           | 33           | 38     | 13     | 10     | 15     | 60     | 58     | +2 |
| Totale       | 49    | 19      | 8       | 6       | 5       | 33      | 25      | 19           | 5            | 4            | 10           | 27           | 33           | 38     | 13     | 10     | 15     | 60     | 58     | +2 |

### Andamento in campionato
| Giornata  | 1  | 2  | 3  | 4  | 5  | 6  | 7  | 8  | 9  | 10 | 11 | 12 | 13 | 14 | 15 | 16 | 17 | 18 | 19 | 20 | 21 | 22 | 23 | 24 | 25 | 26 | 27 | 28 | 29 | 30 | 31 | 32 | 33 | 34 | 35 | 36 | 37 | 38 |
| --------- | -- | -- | -- | -- | -- | -- | -- | -- | -- | -- | -- | -- | -- | -- | -- | -- | -- | -- | -- | -- | -- | -- | -- | -- | -- | -- | -- | -- | -- | -- | -- | -- | -- | -- | -- | -- | -- | -- |
| Luogo     | T  | C  | T  | C  | T  | C  | T  | C  | C  | T  | C  | T  | C  | T  | C  | T  | C  | T  | C  | C  | T  | C  | T  | C  | T  | C  | T  | T  | C  | T  | C  | T  | C  | T  | C  | T  | C  | T  |
| Risultato | P  | N  | P  | P  | P  | V  | P  | N  | V  | V  | N  | V  | V  | P  | V  | P  | N  | N  | N  | V  | N  | P  | V  | V  | P  | N  | V  | N  | P  | P  | V  | V  | V  | P  | P  | P  | P  | N  |
| Posizione | 16 | 13 | 16 | 19 | 20 | 15 | 17 | 17 | 17 | 14 | 13 | 9  | 9  | 10 | 10 | 11 | 12 | 12 | 12 | 11 | 11 | 12 | 11 | 10 | 11 | 10 | 8  | 10 | 10 | 10 | 10 | 10 | 10 | 10 | 10 | 10 | 10 | 10 |

Legenda:

Luogo: C = Casa; T = Trasferta. Risultato: V = Vittoria; N = Pareggio; P = Sconfitta.

### Statistiche dei giocatori
| C. Akono         | 17 | 4 | 2 | 0 |
| T. Baack         | 30 | 2 | 2 | 0 |
| O. Batista-Meier | 8  | 1 | 1 | 0 |
| A. Berzel        | 2  | 0 | 0 | 0 |
| M. Biondic       | 5  | 0 | 0 | 0 |
| L. Bürger        | 4  | 0 | 1 | 0 |
| M. Corboz        | 37 | 5 | 8 | 0 |
| K. Dağ           | 1  | 0 | 0 | 0 |
| C. Ezekwem       | 5  | 0 | 1 | 0 |
| J. Grodowski     | 35 | 6 | 6 | 0 |
| P. Kammerbauer   | 8  | 0 | 2 | 0 |
| D. Klann         | 5  | 0 | 0 | 0 |
| T. Knost         | 22 | 2 | 6 | 0 |
| I. Kohl          | 0  | 0 | 0 | 0 |
| S. Meijer        | 11 | 1 | 1 | 0 |
| D. Mikic         | 36 | 0 | 5 | 0 |
| L. Nübel         | 0  | 0 | 0 | 0 |
| N. Ochojski      | 34 | 3 | 7 | 0 |
| N. Otto          | 2  | 0 | 1 | 0 |
| Y. Otto          | 30 | 6 | 8 | 0 |
| T. Paetow        | 32 | 2 | 4 | 0 |
| F. Pekruhl       | 0  | 0 | 0 | 0 |
| B. Pernot        | 4  | 1 | 1 | 0 |
| I. Poliakov      | 0  | 0 | 0 | 0 |
| E. Probst        | 15 | 2 | 1 | 0 |
| P. Pululu        | 5  | 0 | 1 | 0 |
| N. Sessa         | 31 | 8 | 4 | 0 |
| L. Stellwagen    | 22 | 1 | 3 | 0 |
| M. Stöcker       | 34 | 3 | 9 | 0 |
| N. Thiede        | 27 | 0 | 1 | 0 |
| J. Tugbenyo      | 17 | 1 | 1 | 0 |
| W. Wagner        | 2  | 0 | 0 | 0 |
| T. Wiesner       | 12 | 0 | 1 | 0 |
| M. Wolfram       | 36 | 7 | 8 | 0 |
| J. Wosz          | 20 | 2 | 3 | 0 |
| N. Zografakis    | 14 | 0 | 1 | 0 |
| V. Šapina        | 30 | 2 | 6 | 1 |